# Henry de Percy (2e baron Percy)
Pour les articles homonymes, voir Henry Percy.
Henry de Percy (6 février 1301 – 26 février 1352), 9e baron Percy de Topcliffe et 2e baron Percy d'Alnwick, est un important seigneur et militaire anglais du XIVe siècle, qui s'est particulièrement impliqué dans les guerres d'indépendance de l'Écosse. Encore mineur à la mort de son père en 1314, il reçoit progressivement ses possessions et sert loyalement pendant son règne le roi Édouard II, pour lequel il accomplit de multiples services liés aux affaires écossaises. Son rôle dans le Nord de l'Angleterre devient plus important après la déchéance d'Édouard II en 1327 et surtout après qu'Édouard III se soit saisi du pouvoir en 1330 : il est régulièrement missionné dans le cadre de négociations avec l'Écosse et participe à l'élaboration du traité d'Édimbourg-Northampton en 1328.
Par la suite, il apporte un soutien décisif à Édouard Balliol lorsque ce dernier tente de conquérir le trône écossais en 1332. Bénéficiant de la confiance absolue de ce dernier, Henry de Percy parvient de ce fait à accroître ses possessions en Écosse et est parallèlement récompensé de son efficacité par Édouard III, qui lui attribue plusieurs terres importantes dans le Nord de l'Angleterre, ce qui contribue ainsi à son élévation dans le baronnage anglais. Toujours présent en Écosse pendant que le roi d'Angleterre conduit la guerre de Cent Ans, Percy prend part à la bataille de Neville's Cross en 1346 et joue un rôle décisif dans la victoire anglaise, qui permet d'écarter pendant plusieurs décennies la menace écossaise. Retiré par la suite dans ses possessions, il meurt en 1352.

## Biographie

### Origines, jeunesse et premiers services
Né le 6 février 1301, Henry de Percy descend de la famille de Percy, établie en Angleterre depuis la conquête normande de 1066. Il est le fils aîné d'Henry de Percy, 8e baron Percy de Topcliffe et 1er baron Percy d'Alnwick, et de son épouse Eleanor FitzAlan, fille de John FitzAlan, 5e baron d'Oswestry. Son père meurt en octobre 1314, alors qu'il est encore mineur et, en octobre 1318, le jeune Henry reçoit l'administration du château d'Alnwick et, à l'exception de quelques possessions du Yorkshire, les autres terres paternelles, bien qu'il ne soit pas encore majeur à cette date. De plus, il a obtenu en 1316 les terres anglaises confisquées à Patrick Dunbar, 8e comte de March. Le 28 juin 1321, il prend part au cours de la guerre des Despenser à une rencontre de barons du Nord de l'Angleterre à Sherburn-in-Elmet présidée par Thomas de Lancastre, 2e comte de Lancastre, afin de contraindre le roi Édouard II à exiler son favori Hugues le Despenser : il s'agit sans doute de son tout premier acte officiel. 
Mais Henry de Percy ne s'implique pas dans la rébellion de Thomas de Lancastre cette même année et demeure fidèle au roi, auquel il rend hommage pour l'intégralité de ses possessions le 26 décembre 1321. Le 13 février 1322, il est nommé connétable du château de Pickering et gardien du château de Scarborough. On ignore s'il s'implique dans la répression de l'insurrection de Lancastre au cours de la bataille de Boroughbridge. Ce qui est sûr en revanche, c'est qu'il est convoqué le 26 mars 1322 par Édouard II pour assister Andrew Harclay, 1er comte de Carlisle, dans la prochaine campagne en Écosse. Le 10 septembre suivant, il est fait chevalier, puis prend part avec David II Strathbogie à la défense d'Alnwick face aux incursions écossaises. En avril 1323, Percy est envoyé brièvement avec d'autres jeunes nobles (dont Hugues, dit « Huchon » le Despenser, fils aîné du favori du roi d'Angleterre) servir comme otage en Écosse, comme garantie de la sécurité du magnat écossais Thomas Randolph, 1er comte de Moray, venu en Angleterre négocier un cessez-le-feu entre les deux royaumes. Il est libéré peu après qu'un accord ait été scellé le 30 mai à Bishopthorpe. Deux ans plus tard, en juillet 1325, il est chargé de faire respecter ce cessez-le-feu. 
Henry de Percy apporte son soutien à la reine Isabelle de France et à son allié Roger Mortimer lorsque ces derniers renversent à l'automne 1326 le régime oppressif d'Édouard II et des Despenser. Le jour même du couronnement du nouveau roi Édouard III le 1er février 1327, les Écossais entreprennent un assaut sur le château de Norham. Quelques semaines plus tard, le 27 février, Percy est chargé d'organiser la défense du Nord de l'Angleterre et reçoit 100 hommes d'armes en renfort. Il est peu après nommé gardien des Marches écossaises et est reconduit dans ce poste le 5 septembre 1327. Le 9 octobre suivant, il préside la délégation anglaise chargée de préparer les clauses d'un accord de paix entre l'Angleterre et l'Écosse, finalisé le 17 mars 1328 par le traité d'Édimbourg-Northampton. Au cours des négociations, il cherche vraisemblablement à défendre ses propres intérêts. En effet, le roi Robert Ier d'Écosse lui avait accordé le 28 juillet 1326 des terres appartenant auparavant à son père, notamment à Urr dans le Galloway et à Red Castle dans l'Angus. En vertu du traité d'Édimbourg-Northampton, Percy est contraint de payer 200 marcs au détenteur de ces seigneuries afin que ce dernier renonce à ses droits.

### Soutien à Édouard Balliol
La paix d'Édimbourg-Northampton se retrouve fragilisée après la mort de Robert Ier d'Écosse le 7 juin 1329, qui est remplacé par son jeune fils David II, et l'éviction d'Isabelle de France et de Roger Mortimer par Édouard III le 19 octobre 1330. Ce dernier, bien qu'initialement bien disposé à l'égard de David, profite de l'occasion pour appuyer les revendications du prétendant Édouard Balliol et de ses partisans, qui envahissent l'Écosse le 6 août 1332. Même s'il l'accompagne lors de la bataille de Wester Kinghorn, Henry de Percy hésite à soutenir davantage Balliol, mais lorsque Édouard III envahit à son tour l'Écosse, il jure d'aider le prétendant le 9 mai 1333 et lui promet 100 hommes d'armes et 30 chevaliers. En retour, Balliol l'assure de lui remettre des terres en Écosse d'une valeur annuelle de 2 000 marcs. Après la bataille de Halidon Hill et la capitulation de Berwick-upon-Tweed, Percy obtient des terres à Lochmaben, Moffate et dans l'Annandale dès le 29 juillet 1333. Le 5 septembre suivant, il reçoit un important nombre de propriétés confisquées à Stirling et, le 20 septembre, il obtient d'autres possessions à Lochmaben. Ces gains en terres lui permettent presque d'atteindre le revenu annuel de 2 000 marcs promis par Édouard Balliol.
Henry de Percy devient à ce titre l'un des plus importants partisans d'Édouard Balliol ainsi que l'un des plus éminents membres des « déshérités », ces seigneurs anglais privés de leurs terres écossaises par le traité de 1328. Le rôle crucial de Percy joué dans la prise de Berwick pousse Balliol à ignorer les revendications d'autres déshérités qui lui portent préjudice. Ainsi, Édouard de Bohun, un des fils d'Humphrey de Bohun, 4e comte de Hereford, réclame lui-même Lochmaben et l'Annandale, qui avait été données à son père par le roi Édouard Ier en 1306. Finalement, après que Balliol ait accepté de céder une grande partie du Sud de l'Écosse à son allié anglais, une solution au conflit entre Henry de Percy et Édouard de Bohun est proposée : le 20 septembre 1334, Percy remet ses terres du Sud de l'Écosse à la couronne d'Angleterre et obtient en retour d'Édouard III la possession pour lui et ses descendants de la forteresse de Jedburgh et de sa forêt environnante, estimée à une valeur annuelle de 1 000 marcs, ainsi qu'une pension de 500 marcs fournie en récompense de ses charges de percepteur des taxes royales sur les marchandises transitant via Berwick-upon-Tweed et de connétable du château de cette même ville.
Les bénéfices qu'obtient Henry de Percy pour ses services accomplis en Écosse ne concernent pas que l'Écosse mais aussi l'Angleterre. Il accepte ainsi un contrat à vie proposé par Édouard III, selon lequel il donne son agrément pour servir avec d'autres seigneurs au sein de l'armurerie royale, un poste qui lui fournit un revenu annuel supplémentaire de 500 marcs. Afin de disposer de terres suffisantes associées à ses nouvelles charges, Percy obtient de la couronne le 1er mars 1328 des possessions de la famille Clavering réparties dans le Northumberland, comprenant entre autres la baronnies de Warkworth et le château de cette même ville, ce qui le contraint à renoncer à son revenu de 500 marcs. Pourtant, lorsque le Parlement d'Angleterre examine ce contrat en 1331, il le déclare irrecevable et somme Percy de remettre Warkworth au roi. Cependant, Édouard III offre le château et la baronnie à Henry de Percy non plus dans le cadre d'un contrat mais comme un fief, et rencontre l'approbation parlementaire. Après le décès du dernier membre de la famille Clavering en 1332, puis de celui de sa veuve en 1345, tous les titres et biens familiaux situés dans le Northumberland reviennent définitivement à la famille de Percy.

### Fonctions dans les Marches écossaises et mort
Au cours de l'été 1334, une rébellion conduite par les partisans de David II menace le régime d'Édouard Balliol. Par conséquent, Édouard III doit fréquemment intervenir pendant les trois années suivantes pour aller soutenir son allié défaillant. Après le début de l'insurrection, le roi d'Angleterre nomme le 3 août 1334 Henry de Percy et Ralph Neville, 2e baron Neville de Raby, gardiens des Marches écossaises et des terres royales situées en Écosse. En janvier 1335, Percy repousse un raid écossais conduit en direction de Redesdale. En juillet de la même année, il joue un rôle important dans la campagne anglaise en Écosse : il commande à cette occasion un détachement accompagnant Balliol en Écosse depuis Berwick-upon-Tweed. Toujours présent en Écosse en 1336 et 1337, Percy ne parvient plus à maintenir la position d'Édouard Balliol et, au cours des années suivantes, l'intérêt anglais pour les guerres d'Écosse ayant sensiblement décrû au profit de la guerre de Cent Ans contre la France. Pendant qu'Édouard III campagne en France à partir de 1338, Henry de Percy est chargé de sécuriser la frontière écossaise et, le 28 avril 1340, il est désigné comme l'un des conseillers du prince de Galles Édouard de Woodstock, nommé régent du royaume en l'absence de son père.
En juillet 1346, Édouard III et son fils aîné Édouard de Woodstock embarquent pour la France pour mener une vaste chevauchée, qui s'achève par une éclatante victoire à Crécy et le début du siège de Calais. Entretemps, Henry de Percy demeure en Angleterre où il figure parmi le conseil de régence chargé d'administrer le royaume en leur absence. À ce titre, il s'implique dans la défense du Nord et, avec l'aide de Ralph Neville et de l'archevêque d'York William Zouche, vainc une armée écossaise conduite par David II lors de la bataille de Neville's Cross le 17 octobre, où il commande le premier bataillon anglais. La capture du roi d'Écosse et la mort de plusieurs éminents comtes écossais fournissent à nouveau un avantage écrasant aux Anglais qui, comme après la victoire de Halidon Hill en 1333, entreprennent de conquérir le Sud de l'Écosse. Henry de Percy ne peut toutefois prendre immédiatement part à cette contre-attaque anglaise en Écosse, à cause de sa maladie. Mais dès le 26 janvier 1347, il conclut un accord avec Lionel d'Anvers, le deuxième fils d'Édouard III et régent du royaume, par lequel il accepte de servir pendant encore un an l'armée royale en Écosse en fournissant 100 soldats et 100 archers montés.
Ainsi, courant 1347, Henry de Percy entreprend sa dernière campagne militaire. L'armée d'invasion anglaise est divisée en deux : la première moitié, commandée par Percy, part depuis Berwick-upon-Tweed, tandis que la seconde, placée sous les ordres d'Édouard Balliol, entame sa route depuis Carlisle. Bien que les forces anglaises ne soient pas suffisantes pour gagner le trône écossais à Balliol, elles parviennent à sécuriser les gains anglais dans le Sud de l'Écosse et renforcer le contrôle de Jedburgh, même si Percy ne peut reprendre ses terres situées à Stirling. Il se retire peu après cette expédition dans ses terres et rédige son testament le 13 septembre 1349, pendant l'épidémie de peste noire : il demande à être inhumé en l'abbaye de Sawley et laisse 1 000 florins pour que l'un de ses enfants entreprenne une croisade en Terre sainte, qu'il n'a lui-même pas pu organiser en raison de ses fonctions pendant les guerres d'Écosse. Décédé le 26 février 1352 à l'âge de 51 ans au château de Warkworth, Henry de Percy est finalement inhumé, en dépit de ses dernières volontés, à l'abbaye d'Alnwick. Il est remplacé dans ses titres et ses possessions par son fils aîné Henry de Percy.

## Mariage et descendance
En 1314, Henry de Percy épouse Idonia de Clifford, l'une des filles de Robert de Clifford, 1er baron de Clifford. Le couple a neuf enfants :
| Nom                            | Date de naissance | Date de décès    | Notes                                                                           |
| ------------------------------ | ----------------- | ---------------- | ------------------------------------------------------------------------------- |
| Margaret de Percy              | vers 1318         | 2 septembre 1375 | Épouse (1) Robert de Umfraville, (2) William Ferrers, 3e baron Ferrers de Groby |
| Henry de Percy, 3e baron Percy | vers 1321         | 18 mai 1368      | Épouse (1) Marie de Lancastre, (2) Jeanne Orreby                                |
| Richard de Percy               | —                 | —                |                                                                                 |
| Roger de Percy                 | —                 | —                |                                                                                 |
| Thomas de Percy                | vers 1332         | 8 août 1369      | Évêque de Norwich                                                               |
| William de Percy               | —                 | —                |                                                                                 |
| Isabel de Percy                | —                 | 1368             | Épouse William Aton                                                             |
| Maud de Percy                  | vers 1335         | 18 février 1379  | Épouse John Neville, 3e baron Neville de Raby                                   |
| Eleanor de Percy               | vers 1336         | 1361             | Épouse John FitzWalter, 3e baron FitzWalter                                     |